# Пластиніна Кіра Сергіївна
Пласти́ніна Кіра Сергіївна (рос. Кира Сергеевна Пластинина; 1 червня 1992, Москва) — російська дизайнерка одягу.
Дочка російського бізнесмена Сергія Пластиніна, головного акціонера російської компанії «Вімм-Білль-Данн». Торговельна марка Kira Plastinina — особистий проєкт Сергія Пластиніна, він є одночасно генеральним директором компанії «КП стиль». У розвиток цієї марки в Росії, маркетингову кампанію і створення представництва в Китаї, де на сторонніх фабриках здійснюється виробництво одягу, Пластиніним було вкладено $ 35 млн, ще приблизно стільки ж вкладено у розвиток марки в США, де було відкрито 12 магазинів. Восени 2007 року американська фотомодель і актриса Періс Хілтон відвідала московський магазин Kira Plastinina, взявши участь у рекламній кампанії марки.
Перші магазини під маркою Kira Plastinina відкрилися у Москві на початку 2007 року, в них реалізується жіночий одяг. Магазин Kira Plastinina в Нью-Йорку було відкрито в 2008 році, проте на початку 2009 року американська філія Kira Plastinina оголосила про банкрутство.
Кіра Пластиніна суміщає заняття модельним бізнесом (вона працює провідним дизайнером проекту в компанії батька) із навчанням в англо-американській школі в Москві. У вересні 2008 року Кіра Пластиніна дебютувала зі своєю колекцією весна-літо 2009 на Тижні моди в Мілані.
В Україні також діє мережа модних студій у містах Київ, Одеса, Донецьк, Луганськ.
У 2007 році знялася у дебютному кліпі дуету «БіС» — «Твой или ничей».
Стиль свого бренду Кіра визначила як art-glamour-sportive-casual. Одяг Kira Plastinina відноситься до середньої цінової групи, так званий мас-маркет, орієнтований на дівчат 15-25 років.
У 2011 році в рамках Volvo Fashion Week відбувся показ нової колекції під назвою LUBLU. Головним гостем показу стала Джорджія Мей Джаггер.
У 2017 році компанія «Kira Plastinina» збанкрутувала.

## Бойкот в Україні
Мережа магазинів «Кіра Пластиніна» потрапила під увагу активістів бойкоту російських товарів в Україні. Зокрема, бренд потрапив до списків російських закладів.